# عائلة عثمان أوغلي
عائلة عثمان أوغلي أي بنو عثمان (بالتركية: Osmanoğlu) يشير هذا الاسم إلى أفراد السلالة العثمانية (آل عثمان) الحاليين، وهي الأسرة التي شكلت الدولة العثمانية، وبدأت إمارتهم في سنة 1299 وانتهت إلى تأسيس الجمهورية التركية في عام 1922.
حكم الإمبراطورية 36 سلطانًا كل واحد منهم يعتبر سليل مباشر للسلطان العثماني الأول، السلطان عثمان الأول.
انتهى حكم هذه السلالة بعد خلع محمد السادس في عام 1922 م، وبعدها ألغيت الخلافة العثمانية عام 1924م. وتم نفي جميع أفراد العائلة إلى مناطق متفرقة
ويعيش أحفادهم الآن في العديد من البلدان المختلفة في جميع أنحاء أوروبا، وكذلك في الولايات المتحدة الأمريكية والشرق الأوسط، ورجع العديد منهم إلى وطنه بعد أن سُمح لهم بالعودة إلى وطنهم الأم تركيا.
منذ مطلع القرن الحادي والعشرين، كان هناك اهتمام متزايد بأفراد العائلة العثمانية الأحياء، سواء داخل تركيا أو خارجها.
في عام 2006، اجتمع أفراد العائلة في قصر دولما بهجة لحضور عرض الفيلم الوثائقي  (منفى العثمانيين)  Osmanoğlu'nun Sürgünü  الذي أنتجته مؤسسة الإذاعة والتلفزيون التركية (TRT). يتتبع هذا الفيلم الوثائقي قصص أفراد العائلة العثمانية الذين نُفوا عام 1924 بعد تأسيس الجمهورية التركية وإلغاء الخلافة العثمانية. كما يسرد قصص أحفادهم الذين يعيشون حاليًا في تركيا وأوروبا والهند وأمريكا الشمالية، وكذلك في جميع أنحاء الشرق الأوسط. وقد ساهم التغطية الإعلامية الواسعة لهذا الحدث ونجاح السلسلة الوثائقية في رفع مكانة العائلة بشكل كبير. 
وفقًا لصحيفة نيويورك تايمز، صرح المؤرخون أن مظاهر الاحترام في جنازة الأمير أرطغرل عثمان في سبتمبر 2009 كانت "لحظة محورية في إعادة تأهيل صورة الدولة العثمانية".
شهدت السنوات الأخيرة زيادة كبيرة في شعبية المسلسل التلفزيوني التاريخي عاصمة عبد الحميد الذي يتناول الدولة العثمانية، وشجعت حكومة أردوغان على استعادة الحنين إلى عظمة الإمبراطورية السابقة، وهو ما يُشار إليه أحيانًا باسم "العثمانية الجديدة".
تم نشر مقابلة مع الأمير الإمبراطوري محمود أجرتها وكالة الأناضول في عدة منشورات في تركيا والمملكة المتحدة.
```
== المواطنة التركية ==
تم نفي جميع أفراد العائلة الإمبراطورية العثمانية البارزين دون استثناء في عام 1924. لم يكن معظمهم قد غادر وطنهم من قبل، وكان عليهم جميعًا أن يبدأوا حياة جديدة في الخارج. غادرت العائلة من محطة Sirkeci للقطارات، وتفرقت عبر أوروبا والولايات المتحدة والشرق الأوسط وآسيا. عاش أفراد العائلة في المنفى في فقر.
```

بعد أن استقر السلطان العثماني السابق محمد السادس في سان ريمو، اجتمع العديد من أفراد العائلة في جنوب فرنسا. وبعد فترة قصيرة في سويسرا، انتقل آخر خليفة ، الأمير شاهزاده عبد المجيد الثاني، أيضًا إلى الريفييرا الفرنسية، حيث استقر في نيس.
أصدرت الجمهورية التركية لأفراد العائلة العثمانية المنفيين وثائق سفر كانت صالحة لمدة عام واحد فقط. لذلك، بحلول عام 1925، لم يعد بإمكان أفراد العائلة السفر. لجأ الأمير (شاهزاده) علي واصب أفندي إلى الحكومة الفرنسية، ونجح في الحصول على جوازات سفر مجاملة لهم. كما أصدرت الحكومة الفرنسية جوازات سفر لأبناء أفراد العائلة الذين وُلدوا في المنفى.
ومنذ رفع النفى في عام 1973، حصل العديد من أفراد العائلة العثمانية على الجنسية التركية ويحملون جوازات سفر تركية.